# Iconoscopio

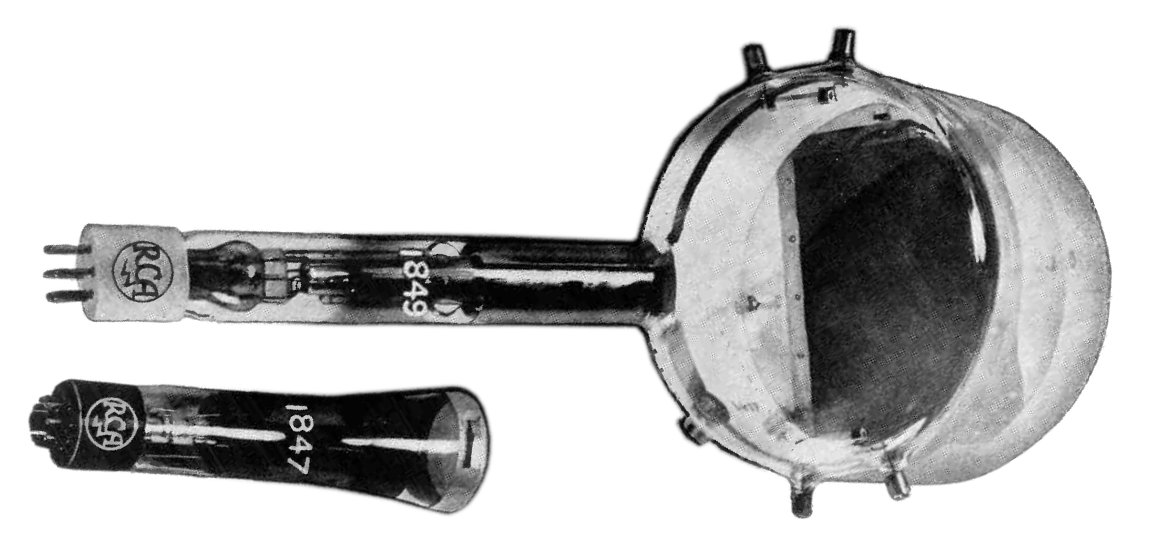

L'iconoscopio è una tipologia di tubo da ripresa (insieme al cinescopio, un componente fondamentale per la realizzazione di un sistema televisivo). È stato realizzato nel 1929 da Vladimir Koz'mič Zvorykin.
Attorno al 1948 l'iconoscopio è stato soppiantato dall'Image Orthicon e, successivamente, dal Vidicon.

## Descrizione e funzionamento
L'iconoscopio è costituito da una ampolla di vetro, sotto vuoto, al cui interno si trova una lamina di mica metallizzata da un lato e coperta dall'altro lato di microscopici granuli di ossido di cesio, ciascuno dei quali forma un piccolo condensatore con la superficie metallizzata.
Quando un granulo di ossido di cesio viene investito dalla luce, rilascia elettroni caricando così il singolo condensatore elementare.
Un pennello elettronico esplora periodicamente tutta la superficie di mica e quando investe uno di questi condensatori elementari ne provoca la scarica, inducendo così una piccola corrente elettrica proporzionale alla carica, che a sua volta è proporzionale all'intensità della luce.
La scansione effettuata dal pennello elettronico è realizzata da due coppie di elettrodi, ciascuna agente su due piani fra loro perpendicolari. La differenza di potenziale fra gli elettrodi determina la deviazione del pennello elettronico.
La scansione della lamina di mica viene effettuata su più righe e l'insieme delle righe che esplorano l'intera superficie costituisce un quadro.